# رشيد ماهازي
رشيد ماهازي (بالإنجليزية: Rashid Mahazi)‏ (20 أبريل 1992 بملبورن في أستراليا - ) هو لاعب كرة قدم أسترالي في مركز الوسط. لعب مع نادي ملبورن فيكتوري وNorthcote City FC ‏.

## روابط خارجية
- رشيد ماهازي على موقع دوري كوريا الجنوبية (الإنجليزية)
- رشيد ماهازي على موقع قاعدة بيانات كرة القدم.إي يو (الإنجليزية)
- رشيد ماهازي على موقع Soccerway.com (الإنجليزية)